# Grand icosaèdre
En géométrie, le grand icosaèdre est un solide de Kepler-Poinsot. C'est un des quatre polyèdres réguliers non convexes. Il est composé de vingt faces triangulaires équilatérales, cinq triangles se rencontrant à chaque sommet dans une suite pentagrammique.
Les douze sommets coïncident avec les localisations des sommets d'un icosaèdre (régulier convexe). Les 30 arêtes sont partagées avec le petit dodécaèdre étoilé.

## Comme une stellation
C'est aussi une stellation d'un icosaèdre (régulier convexe), compté par Wenninger comme le modèle [W41] et la 16e des 17 stellations de l'icosaèdre (en) et la 7e des 59 stellations par Coxeter.